# 北村隆 (ねぶた師)
北村 隆（きたむら　たかし、1948年5月20日 - ）は青森ねぶた祭のねぶた制作者（ねぶた師）。第6代ねぶた名人。

## 経歴
- 1948年（昭和23年）、青森市に双子の兄として生まれる[1]。
- 1962年（昭和37年）、双子の弟・明と共に北川啓三に弟子入りする。
- 1965年（昭和40年）、「北村兄弟」の名で大型ねぶたを制作。以後、制作を休止。
- 1978年（昭和53年）、明と共に大型ねぶたの制作を再開。以後、毎年大型ねぶたを制作する。
- 1984年（昭和59年）、単独で大型ねぶたの制作を開始。
- 1993年（平成5年）、田村麿賞を初受賞。
- 2001年（平成13年）、大英博物館にて大型ねぶた「源義経渡海」を展示する。
- 2005年（平成17年）、愛・地球博にて大型ねぶた「小牧・長久手の戦い」を展示する。
- 2012年（平成24年）、第6代ねぶた名人に認定される。

## 主な受賞作品
- 1993年（平成5年）-ダックシティ青森店「平景清」田村麿賞（初受賞）
- 1994年（平成6年）-青森大学「宇治川の先陣あらそい」田村麿賞（2度目）
- 1996年（平成8年）-青森大学「張順　水門を破る」ねぶた大賞（3度目）
- 1998年（平成10年）-青森大学「朝比奈三郎・城門を破る」ねぶた大賞（4度目）
- 1999年（平成11年）-JRねぶた実行委員会「縄文　三内丸山」ねぶた大賞（5度目）
- 2001年（平成13年）-JRねぶた実行委員会「諸葛亮孔明と南蛮王」ねぶた大賞（6度目）・制作賞（初受賞）
- 2002年（平成14年）-JRねぶた実行委員会「陰陽師」ねぶた大賞（7度目）・制作賞（2度目）
- 2003年（平成15年）-JRねぶた実行委員会「北前船」ねぶた大賞（8度目）

　　　　　　　　　　　　青森山田学園「土岐元貞猪鼻山魔王投げ倒す」制作賞（3度目）・知事賞
- 2004年（平成16年）-青森山田学園「阿倍晴明と四神聖獣」制作賞（4度目）・知事賞
- 2006年（平成18年）-青森山田学園「日天　水天」ねぶた大賞（9度目）・最優秀制作者賞（5度目）
- 2007年（平成19年）-青森山田学園「聖人　聖徳太子」ねぶた大賞（10度目）・最優秀制作者賞（6度目）
- 2008年（平成20年）-青森山田学園「忠臣児島髙徳と范蠡」ねぶた大賞（11度目）・最優秀制作者賞（7度目）
- 2010年（平成22年）-ヤマト運輸ねぶた実行委員会「海幸彦　山幸彦」ねぶた大賞（12度目）・優秀制作者賞
- 2011年（平成23年）-ヤマト運輸ねぶた実行委員会「滝不動」最優秀制作者賞（8度目）・知事賞

※田村麿賞・ねぶた大賞、及び、制作賞・最優秀制作者賞は通算。

※田村麿賞・ねぶた大賞受賞回数12回は歴代最多。

## 人物
- 双子の弟・蓮明（本名：明）、蓮明の子・春一もねぶた師である[2]。
- 弟子には、自身の娘である北村麻子がいる[3]。